# خطة فوشيه
كانت خطة فوشيه خطة غير ناجحة كتبها كريستيان فوشيه، سفير فرنسا لدى الدنمارك، واقترحها الرئيس الفرنسي شارل ديغول عام 1961 كجزء من تصميم ديغول الكبير لأوروبا في ذلك الوقت. تضمنت الخطة إدارة ثلاثية القوى، تتكون من فرنسا وبريطانيا والولايات المتحدة. كانت الفكرة هي تشكيل "اتحاد دول" جديد، وهو بديل حكومي دولي للجماعات الأوروبية التي تم إنشاؤها قبل بضع سنوات. خشي ديغول من فقدان النفوذ الوطني الفرنسي في الجماعات، التي أصبحت على نحو متزايد فوق وطنية، لذا كانت الخطة محاولة للحفاظ على توازن القوى لصالح فرنسا. توقف تنفيذ خطة فوشيه بسبب نجاح الجماعات الأوروبية وقلة حماس الدول الأخرى للفكرة.

## التنظيم المخطط

### المسودة الأولى
قُدِّمت المسودة الأولى لخطة فوشيه عام 1961. ودعت الخطة إلى "اتحاد الشعوب الأوروبية" "دون مؤسسات فوق وطنية". وتنقسم الخطة إلى خمسة أقسام ("الأبواب من الأول إلى الخامس")، مُلخَّصة أدناه. يُحدد الباب الأول "أهداف" الاتحاد. ويصف الباب الثاني المؤسسات وتكوينها وصلاحياتها المختلفة وعلاقاتها ببعضها البعض. ويصف الباب الثالث "التزامات الدول الأعضاء". ويصف الباب الرابع الشؤون المالية للاتحاد، ويصف الباب الخامس الأحكام العامة.

#### الباب الأول – اتحاد الشعوب الأوروبية
حددت الخطة هدفين رئيسيين للاتحاد: سياسة خارجية مشتركة وسياسة دفاعية مشتركة. وكان من بين الأهداف الأخرى للاتحاد تطوير "التراث المشترك" للدول الأعضاء و"حماية القيم التي ترتكز عليها حضارتهم".

#### الباب الثاني – المؤسسات
واقترحت الخطة إنشاء ثلاث مؤسسات للاتحاد: "المجلس"، و"البرلمان الأوروبي"، و"المفوضية السياسية الأوروبية".
يتداول المجلس بشأن المسائل التي تطرحها الدول الأعضاء ويتخذ القرارات بالإجماع. ومع ذلك، في حال غياب عضو أو اثنين، "لا يمنع ذلك من اتخاذ قرار". يجتمع المجلس مرتين كل أربعة أشهر، مرة على مستوى رئيس الدولة أو الحكومة، ومرة على مستوى وزير الخارجية. اقترح ديغول أن تكون قرارات المجلس ملزمة للدول الأعضاء، لكنه لم يقترح آلية لإنفاذها. في حال امتناع دولة عضو عن اتخاذ قرار، لا يُنفذ هذا القرار عليها. مع ذلك، يحق لهذه الدول اختيار المشاركة في أي وقت.
يتداول البرلمان "في المسائل المتعلقة بأهداف الاتحاد"، كما هو موضح في الباب الأول، المادة الثانية. ويقدم توصياته ويوجه أسئلة شفهية أو كتابية إلى المجلس. وللمجلس حرية التصرف بشكل مستقل عن البرلمان، ولكن عليه الرد على توصيات البرلمان في غضون أربعة أشهر.
يتمثل الدور الرئيسي للجنة السياسية للاتحاد في مساعدة المجلس في إعداد مداولاته، وتنفيذ قراراته، وأداء المهام التي يوكلها إليها المجلس. وتتألف اللجنة من "كبار المسؤولين في إدارات الشؤون الخارجية في كل دولة عضو".

#### الباب الثالث - التزامات الدول الأعضاء
ويدعو الباب الثالث إلى التعاون بين الدول الأعضاء، ويلزمها بالعمل نحو تحقيق أهداف الاتحاد.

#### الباب الرابع – مالية الاتحاد
يُعدّ المجلس ميزانية الاتحاد سنويًا، وتُموَّل من مساهمات الدول الأعضاء. وتحدد المادة 13 نسبة المساهمة لكل دولة عضو في ذلك الوقت.

#### الباب الخامس – الأحكام العامة
وينص الباب الخامس على كيفية إجراء التعديلات على الخطة، وكيفية التصديق عليها، وأحكام قبول الدول الأعضاء الجديدة، وغير ذلك من التفاصيل القياسية.

### المسودة الثانية
تم اقتراح مسودة ثانية لخطة فوشيه عندما بدا أن الأولى ستثبت فشلها. كان لا بد من تقديم بعض التنازلات فيما يتعلق بما أراده ديغول للاتحاد وهيكله والدور الفرنسي. وعلى غرار خطة فوشيه الأصلية، واصلت المسودة الثانية الدفع نحو هياكل حكومية دولية. وسلطت الضوء على أهمية الدول الأعضاء كل على حدة. استهدفت المسودة الثانية المصالح المشتركة بين بعض الدول، بدلاً من ضمان تعاونها الوثيق في مجالات محددة مسبقًا. كما دعت المسودة الثانية إلى تغيير هيكلي من خلال إضافة لجان وزارية. وقد تم ذكر لجنتين صراحةً: لجنة للشؤون الخارجية ولجنة للتعليم. كان من المقرر أن تجتمع هاتان المجموعتان أربع مرات في السنة وستكونان تحت إشراف المجلس المقترح. كما سيكون للمجلس القدرة على إنشاء لجان جديدة عندما يرى ذلك ضروريًا. وأخيرًا، على الرغم من عدم التأكيد عليه، فقد تضاءل دور فرنسا قليلاً ولم تعد اللجنة السياسية الأوروبية تجتمع في باريس.

## دور شارل ديغول
كان الرئيس الفرنسي شارل ديغول هو القوة السياسية الدافعة وراء خطة فوشيه. ونظرًا لقلقه من تنامي التوجهات فوق الوطنية للجماعة الاقتصادية الأوروبية، سعى إلى تطبيق رؤية جديدة للتعاون بين الحكومات، تعيد سلطة اتخاذ القرار إلى أيدي الدول القومية. بعد إقناع رؤساء الدول الخمس الآخرين بالموافقة على عقد اجتماعات منتظمة، روج ديغول لفكرة تعزيز التعاون السياسي. وترأس السفير الفرنسي في الدنمارك، كريستيان فوشيه، لجنة لمناقشة التوصيات الفرنسية. وقد عززت جميع الاقتراحات المقدمة الطابع الدولي للمنظمة، إلا أن المسودة الأولى للخطة تضمنت أيضًا بندًا يتعلق بسياسة خارجية مشتركة. وهذا الجانب الأخير ذو دلالة خاصة: فبينما كانت بقية الدول "الستة" تُقدّر عضويتها في حلف شمال الأطلسي (الناتو)، لم يبذل ديغول أي جهد لإخفاء عدائه له ولما اعتبره نفوذًا أمريكيًا مفرطًا في أوروبا.

## ردود الفعل

### كونراد أديناور
في عام 1959، عندما بدأ ديغول يُركز اهتمامه على أوروبا ككل، بدلاً من فرنسا والجزائر، بدأ باقتراح عقد اجتماعات أكثر انتظاماً للدول الأعضاء الست. كما اقترح أن تُدعم هذه الاجتماعات بأمانة عامة. وقد لاقت هذه المقترحات استحساناً من ألمانيا الغربية وإيطاليا على وجه الخصوص. ومع ذلك، عندما طرح ديغول خطة فوشيه لأول مرة عام 1961، واجهت معارضة من العديد من الدول الأعضاء. كانت بين أديناور وديغول علاقة وثيقة، وخلال فترة حكم ديغول، تحسنت العلاقات الفرنسية الألمانية بشكل ملحوظ. ومع ذلك، كان أديناور ونظراؤه الهولنديون قلقين من أن خطة فوشيه ستُحوّل مسار السلطة بعيداً عن الجماعة الاقتصادية الأوروبية وحلف شمال الأطلسي.
عارضت ألمانيا الغربية أيضًا اقتراح ديغول بالتصديق على الخطط عبر استفتاء شعبي، بحجة أنها غير دستورية. ورغم صداقة أديناور وديغول، لم تقتنع ألمانيا الغربية قط بأن خطة فوشيه هي الخيار الأمثل. ومع ذلك، ورغم فشل الخطة، تمكن أديناور وديغول من إبرام معاهدة الصداقة عام 1963 لتعزيز العلاقات بين فرنسا وألمانيا الغربية. ولم تكن هذه الاتفاقية مفيدة لفرنسا وألمانيا الغربية فحسب، بل كانت مفيدة أيضًا للمجموعة الاقتصادية الأوروبية بأكملها.

### بنلوكس
كانت بلجيكا وهولندا ولوكسمبورج، المعروفة مجتمعة باسم دول البنلوكس، ضد خطة فوشيه. وكانوا يخشون أن يؤدي الاقتراح إلى سحب قدر كبير من السلطات من المفوضية، وهي الهيئة الحاكمة فوق الوطنية، وأنه سيعتمد بشكل كبير على العمل الحكومي الدولي. كانوا قلقين من أن خطة فوشيه قد تضعف معاهدة روما وستكون بمثابة خطوة بعيدا عن التكامل. وكان تخفيض مستوى القوة قد منح فرنسا فرصة أكبر للتأثير على الدول الأخرى. كانت دول البنلوكس تخشى أن يسمح هذا لديغول وفرنسا بالهيمنة على السوق الأوروبية المشتركة ودفع القضايا المهمة إلى الأمام بما يخدم مصالحها الوطنية.
كانت المشكلة الرئيسية الثانية هي السرعة التي حاولت بها فرنسا فرض الخطة. رأت دول البنلوكس أنه ينبغي تأجيل قرار بهذا الحجم إلى ما بعد انتهاء محادثات انضمام بريطانيا، التي بدأت عام 1961. كان ديغول يتحدث عن كثب مع المستشار الألماني أديناور في ذلك الوقت، وكانت دول البنلوكس قلقة من أن يؤدي تعاون البلدين إلى تحويل نفوذ منظمة حكومية دولية نحو فرنسا وألمانيا الغربية. كان انضمام بريطانيا سيُوازن هيكل السلطة داخل السوق الأوروبية المشتركة بشكل أكثر تكافؤًا، ولن يسمح لفرنسا بالهيمنة على المحادثات.
اعتبرت هولندا تحديدًا أن خطة فوشيه محاولة لتقويض نفوذ حلف شمال الأطلسي (الناتو). إذ كانت سياسة الدفاع المشتركة للخطة ستتعارض مباشرةً مع مهمة الناتو وتوجيهاته، لذا شعرت هولندا بالقلق من أن تكون الخطة محاولة لإضعاف نفوذ الناتو وإعادة ترسيخ فرنسا كقوة عسكرية.

## الأدب
- بلوز، روبرت. ""خطة فوشيه" ومشكلة أوروبا السياسية." دراسات في القضايا الأوروبية المعاصرة 5. بروكسل: كلية أوروبا. (1970): 538.
- المخيمات، مريم. "الستة والاتحاد السياسي" العالم اليوم 20 نوفمبر 1964: 473-480.
- مورافشيك، أندرو. "ديغول بين التواضع والعظمة: الاقتصاد السياسي لسياسة الجماعة الأوروبية الفرنسية، 1958-1970". مجلة دراسات الحرب الباردة 2.2 (2000): 3-43.
- مورافشيك، أندرو. "ما وراء الحبوب والعظمة: رد على النقاد وأجندة للأبحاث المستقبلية". مجلة دراسات الحرب الباردة 2.3 (2000): 117-142.
- تيسديل، أنتوني ل. "خطة فوشيه: تصميم ديغول الحكومي الدولي لأوروبا"، يوليو 2013، متاح على * http://penguincompaniontoeu.com/fouchet-plan/
- فانكي، جيفري دبليو. "اتحاد مستحيل: اعتراضات هولندية على خطة فوشيه، 1959-1962". تاريخ الحرب الباردة 2.1 (2001): 95.

## روابط خارجية
- المسودة الأولى
- المسودة الثانية
- ديغول
- أديناور
- الخلفية العامة نسخة محفوظة 2015-06-16 على موقع واي باك مشين.